# Max McNab
Pour les articles homonymes, voir McNab.
Maxwell Douglas McNab (né le 21 juin 1924 à Watson ville de la  Saskatchewan au Canada - mort le 2 septembre 2007) est un joueur professionnel de hockey sur glace. Ses deux fils, Peter et David ont également joué professionnellement au hockey en Amérique du Nord.

## Carrière en club
Il commence sa carrière en jouant dans la Western Canada Senior Hockey League avec les Elks de Saskatoon en 1945-1946. Avant la Seconde Guerre mondiale, il joue tout de même au hockey dans les ligues juniors pour la ville de Saskatoon.
En 1947, il est appelé par les Red Wings de Détroit de la Ligue nationale de hockey alors que la saison d'avant, il connaît plusieurs équipes et ligues différentes (Ligue américaine de hockey, Ligue internationale de hockey et United States Hockey League).
Il reste avec la franchise des Red Wings jusqu'en 1951 et fait partie de l'équipe qui remporte la Coupe Stanley en 1950. En 1950-1951, il est parmi les meilleurs pointeur de la LAH avec 84 points.
Avant le début de la saison 1951-1952, il rejoint les Black Hawks de Chicago en retour d'argent mais finalement, il ne joue jamais avec les Black Hawks. En effet, il se blesse au dos avant le début de la saison et finalement revient au jeu mais avec les Royals de New Westminster en 1952 dans la Western Hockey League, ligue professionnelle du Canada. Il finit sa carrière avec les Royals pour sept saisons avec le titre de meilleur joueur de la ligue en 1955.

## Statistiques
Pour les significations des abréviations, voir Statistiques du hockey sur glace.
| Saison     | Équipe                     | Ligue      |     | Saison régulière | Saison régulière | Saison régulière | Saison régulière | Saison régulière |   | Séries éliminatoires | Séries éliminatoires | Séries éliminatoires | Séries éliminatoires | Séries éliminatoires |
| Saison     | Équipe                     | Ligue      | PJ  | B                | A                | Pts              | Pun              | PJ               | B | A                    | Pts                  | Pun                  |                      |                      |
| 1945-1946  | Elks de Saskatoon          | WCSHL      |     |                  |                  |                  |                  |                  |   |                      |                      |                      |                      |                      |
| 1946-1947  | Metal Mouldings de Détroit | LIH        | 3   | 4                | 2                | 6                | 6                |                  |   |                      |                      |                      |                      |                      |
| 1946-1947  | Knights d'Omaha            | USHL       | 37  | 20               | 19               | 39               | 15               | 11               | 6 | 6                    | 12                   | 0                    |                      |                      |
| 1946-1947  | Capitals d'Indianapolis    | LAH        | 6   | 0                | 0                | 0                | 2                |                  |   |                      |                      |                      |                      |                      |
| 1947-1948  | Knights d'Omaha            | USHL       | 44  | 44               | 32               | 76               | 10               | 3                | 3 | 2                    | 5                    | 0                    |                      |                      |
| 1947-1948  | Red Wings de Détroit       | LNH        | 12  | 2                | 2                | 4                | 2                | 3                | 0 | 0                    | 0                    | 2                    |                      |                      |
| 1948-1949  | Red Wings de Détroit       | LNH        | 51  | 10               | 13               | 23               | 14               | 10               | 1 | 0                    | 1                    | 2                    |                      |                      |
| 1949-1950  | Red Wings de Détroit       | LNH        | 65  | 4                | 4                | 8                | 8                | 10               | 0 | 0                    | 0                    | 0                    |                      |                      |
| 1950-1951  | Capitals d'Indianapolis    | LAH        | 70  | 36               | 48               | 84               | 8                | 3                | 1 | 2                    | 3                    | 2                    |                      |                      |
| 1950-1951  | Red Wings de Détroit       | LNH        |     |                  |                  |                  |                  | 2                | 0 | 0                    | 0                    | 0                    |                      |                      |
| 1952-1953  | Royals de New Westminster  | WHL        | 68  | 28               | 32               | 60               | 4                | 7                | 2 | 0                    | 2                    | 0                    |                      |                      |
| 1953-1954  | Royals de New Westminster  | WHL        | 67  | 22               | 39               | 61               | 8                | 6                | 2 | 1                    | 3                    | 2                    |                      |                      |
| 1954-1955  | Royals de New Westminster  | WHL        | 70  | 32               | 49               | 81               | 4                |                  |   |                      |                      |                      |                      |                      |
| 1955-1956  | Royals de New Westminster  | WHL        | 70  | 29               | 32               | 61               | 19               | 4                | 1 | 1                    | 2                    | 0                    |                      |                      |
| 1956-1957  | Royals de New Westminster  | WHL        | 56  | 19               | 28               | 47               | 2                | 13               | 4 | 8                    | 12                   | 4                    |                      |                      |
| 1957-1958  | Royals de New Westminster  | WHL        | 67  | 24               | 50               | 74               | 14               | 4                | 0 | 1                    | 1                    | 0                    |                      |                      |
| 1958-1959  | Royals de New Westminster  | WHL        | 65  | 26               | 32               | 58               | 4                |                  |   |                      |                      |                      |                      |                      |
| Totaux LNH | Totaux LNH                 | Totaux LNH | 128 | 16               | 19               | 35               | 24               | 25               | 1 | 0                    | 1                    | 4                    |                      |                      |

## Carrière d'entraîneur
En même temps que sa carrière de joueur, il est l'entraîneur des Royals en 1952-1953 puis réoccupe le poste entre 1954 et 1956. Par la suite, il est également entraîneur des Seals de San Francisco puis des Canucks de Vancouver. Au cours de sa saison à San Francisco, en 1961-1962, il est entraîneur et directeur général de la franchise. Il occupe également le poste d'entraîneur pour les Canucks pour trois saisons et en 1966, il devient l'entraîneur des Gulls de San Diego. Encore une fois, il occupe également le poste de directeur général de la franchise et ceci jusqu'à la fin de la saison 1971-1972. Au début de cette dernière saison, il est en réalité l'entraîneur, le directeur général et le vice-président de la franchise.
Trois saisons plus tard, il est nommé directeur de la Ligue centrale professionnelle de hockey afin de redorer le blason de la LCPH. Même s'il ne reste qu'un an à la tête de la ligue, un trophée est nommé en son honneur afin de récompenser le meilleur joueur des séries éliminatoires.
Il quitte en effet la ligue appelé pour être le directeur général des Capitals de Washington à partir de décembre 1975, poste qu'il occupera pendant six saisons, période pendant laquelle, l'équipe choisira Rick Green, Ryan Walter, Bengt Gustafsson, Mike Gartner, Bobby Carpenter et Gaetan Duchesne lors des différents repêchages successifs. Il quitte ses fonctions en novembre 1981. Peu de temps après, il rejoint les Devils du New Jersey pour être le second directeur général de leur jeune histoire.
Il occupe le poste d'entraîneur de l'équipe du Canada pour le championnat du monde 1982, l'équipe remporte alors la médaille de bronze.
Avec les Devils, il occupe le poste de directeur général jusqu'en 1987 et était également dans le même temps, le vice-président des affaires relatives au hockey. Lou Lamoriello lui succède en 1987 mais il reste dans l'organisation des Devils, devenant le président des affaires relatives au hockey. Il quitte les Devils en 1994 et depuis habitait à Las Vegas avec sa femme.
En 1998, il reçoit le trophée Lester-Patrick pour services rendus au hockey aux États-Unis.